# Selección de fútbol de Seborga
La Selección de fútbol de Seborga es el equipo que representa al Principado de Seborga. No es miembro de la FIFA ni de la UEFA, pero es miembro asociado de la NF-Board, una organización para equipos que no son miembros de la FIFA. Fueron admitidos como miembro provisional de la NF-Board en 2014.

## Historia
La Federación de Fútbol del Principado de Seborga (FCPS), que depende del Comité Nacional Olímpico del Principado de Seborga (CONS-P), se fundó el 6 de junio de 2014 junto con el seleccionado nacional de fútbol. Luego, el equipo fue admitido en la Junta de la NF y la firma del acto de registro en la federación se llevó a cabo en Seborga, en presencia del Presidente de CONS-P Marcello Paris, el ministro de Deportes Giuseppe Bernardi, el ministro de Relaciones Exteriores y La Princesa Consorte Nina Menegatto y el Cónsul Seborgan para Alsacia Marcel Mentil. La junta directiva de la FCPS está compuesta por Claudio Gazzano, Matteo Bianchini, Marcel Mentil y Linda Chittolini.
El primer partido internacional del equipo fue disputado el 10 de agosto de 2014 en Ospedaletti contra Sealand. Para la ocasión, el equipo local ASD Ospedaletti prestó a la mayoría de los jugadores de Seborga. El partido terminó 2-3 a favor de Sealand.

## Récord
| Oponente             | PJ | PG | PE* | PP | GF | GC |
| -------------------- | -- | -- | --- | -- | -- | -- |
| Sealand              | 1  | 0  | 0   | 1  | 2  | 3  |
| SSD Bergamo Longuelo | 1  | 1  | 0   | 0  | 2  | 0  |
| Labaj                | 1  | 0  | 0   | 1  | 5  | 9  |
| Total                | 3  | 1  | 0   | 2  | 9  | 12 |

* incluyen partidos eliminatorios decididos en penales.

## Partidos
| 10-08-2014 | Ospedaletti, Italia | Seborga | Sealand              | 2–3 |
| 09-05-2015 | Ospedaletti, Italia | Seborga | SSD Bergamo Longuelo | 2–0 |
| 10-08-2016 | Ospedaletti, Italia | Seborga | Labaj                | 5–9 |